# Conseil départemental de l'Allier
Le conseil départemental de l'Allier est l'assemblée délibérante du département de l'Allier, collectivité territoriale décentralisée. Son siège se trouve à Moulins.

## Historique

### Identité visuelle (logo)

Logo du conseil général de l'Allier avant septembre 2013
Logo du conseil général puis départemental de l'Allier de septembre 2013 à avril 2022.
Logo du conseil départemental de l'Allier depuis avril 2022.

## Le président
Le président du conseil départemental de l'Allier est Gérard Dériot (UMP puis LR) du 2 avril 2015 au 25 septembre 2017. Une loi sur le non-cumul des mandats n'autorisant pas d'exercer à la fois le mandat d'élu local et de parlementaire, Gérard Dériot restant au Sénat, c'est Claude Riboulet, maire de Commentry, qui est élu à la suite d'une session extraordinaire. Le 1er juillet 2021, Claude Riboulet est réélu pour un second mandat à la présidence du département.

### Liste des présidents
Depuis 1800, les présidents du conseil général puis du conseil départemental sont :
| Période                            | Période                      | Identité                                | Étiquette                    | Étiquette                    |
| Président du conseil général       | Président du conseil général | Président du conseil général            | Président du conseil général | Président du conseil général |
| ---------------------------------- | ---------------------------- | --------------------------------------- | ---------------------------- | ---------------------------- |
| 1800                               | 1816                         | Jean-François de Favières               |                              |                              |
| 1816                               | 1823                         | Jean-Louis Aupetit-Durand               |                              |                              |
| 1823                               | 1826                         | Gérard Antoine Louis de Champflour      |                              |                              |
| 1826                               | 1828                         | Jean-Louis Aupetit-Durand               |                              |                              |
| 1828                               | 1831                         | François-Louis-Joseph de Bourbon Busset |                              |                              |
| 1831                               | 1834                         | Alphonse de Grouchy                     |                              |                              |
| 1834                               | 1848                         | Pierre Antoine Meilheurat               |                              |                              |
| 1848                               | 1849                         | Pierre Raynaud                          |                              |                              |
| 1849                               | 1852                         | Charles Gilbert Tourret                 |                              |                              |
| 1852                               | 1853                         | Pierre Raynaud                          |                              |                              |
| 1853                               | 1861                         | Edme Bernard Gauthier d'Hauteserve      |                              |                              |
| 1861                               | 1870                         | Gilbert Desmaroux de Gaulmin            |                              |                              |
| 1870                               | 1871                         | Stéphane Mony                           |                              |                              |
| 1871                               | 1872                         | Amable de Courtais                      |                              |                              |
| 1872                               | 1898                         | Victor André Cornil                     |                              |                              |
| 1898                               | 1914                         | Jules Gacon                             |                              |                              |
| 1914                               | 1928                         | Marcel Régnier                          |                              | Rad.                         |
| 1928                               | 1931                         | Paul Constans                           |                              | SFIO                         |
| 1931                               | 1933                         | Marx Dormoy                             |                              | SFIO                         |
| 1933                               | 1935                         | Isidore Thivrier                        |                              | SFIO                         |
| 1935                               | 1940                         | Armand Chaulier                         |                              | SFIO                         |
| 1940                               | 1945                         | Conseil général suspendu                | Conseil général suspendu     | Conseil général suspendu     |
| 1945                               | 1970                         | Georges Rougeron                        |                              | SFIO                         |
| 1970                               | 1976                         | Jean Cluzel                             |                              | Centre droit                 |
| 1976                               | 1979                         | Georges Rougeron                        |                              | PS                           |
| 1979                               | 1982                         | Henri Guichon                           |                              | PCF                          |
| 1982                               | 1985                         | Henri Coque                             |                              | Divers droite                |
| 1985                               | 1992                         | Jean Cluzel                             |                              | Centre droit                 |
| 1992                               | 1998                         | Gérard Dériot                           |                              | Divers droite                |
| 1998                               | 2001                         | Jean-Claude Mairal                      |                              | PCF                          |
| 2001                               | 2008                         | Gérard Dériot                           |                              | Divers droite                |
| 2008                               | 2015                         | Jean-Paul Dufrègne                      |                              | PCF                          |
| Président du conseil départemental |                              |                                         |                              |                              |
| 2015                               | 2017                         | Gérard Dériot                           |                              | UMP puis LR                  |
| 2017                               | En cours                     | Claude Riboulet                         |                              | UDI                          |

## Les vice-présidents

### Mandature 2015-2021
Tous les vice-présidents sont étiquetés URB (Union Républicaine pour le Bourbonnais).
Au 2 avril 2015, onze vice-présidents ont été élus :
| No | Identité               | Chargé de :                                                                                                 | Élu dans le canton de :   | Élu également à :                                          | Source    |
| -- | ---------------------- | --- | ------------------------- | ---------------------------------------------------------- | --------- |
| 1  | Frédéric Aguilera      | Aménagement du territoire, projet départemental, politiques contractuelles des territoires et communication | Vichy-2                   | Adjoint au maire de Vichy (maire depuis le 6 octobre 2017) | [ CD 1 ]  |
| 2  | Élisabeth Cuisset      | Infrastructures, routes et bâtiments                                                                        | Vichy-1                   | Maire de Saint-Germain-des-Fossés                          | [ CD 2 ]  |
| 3  | Bernard Coulon         | Développement économique, agriculture, tourisme et thermalisme                                              | Saint-Pourçain-sur-Sioule | Maire de Saint-Pourçain-sur-Sioule                         | [ CD 3 ]  |
| 4  | Nicole Tabutin         | Solidarités, personnes âgées, personnes handicapées et petite enfance                                       | Moulins-2                 | Adjointe au maire de Moulins                               | [ CD 4 ]  |
| 5  | Christian Chito        | Développement durable, environnement, cadre de vie et numérique                                             | Montluçon-3               | Maire de Marcillat-en-Combraille                           | [ CD 5 ]  |
| 6  | Anne-Marie Defay       | Habitat, ruralité et services au public                                                                     | Gannat                    | Maire de Saint-Bonnet-de-Rochefort                         |           |
| 7  | André Bidaud           | Collèges, TICE et transports                                                                                | Gannat                    | Maire de Chantelle                                         | [ CD 6 ]  |
| 8  | Annie Corne            | Insertion et prévention spécialisée                                                                         | Cusset                    | Adjointe au maire de Cusset                                | [ CD 7 ]  |
| 9  | Jean-Sébastien Laloy   | Culture, patrimoine, enseignement supérieur, mémoire et jeunesse                                            | Cusset                    | Maire de Cusset                                            | [ CD 8 ]  |
| 10 | Corinne Trébosc-Coupas | Sports, vie locale, associations et ruralité                                                                | Bourbon-l'Archambault     | Adjointe au maire d'Ainay-le-Château                       | [ CD 9 ]  |
| 11 | Jean-Jacques Rozier    | Ressources humaines, administration générale, coopération internationale et commande publique               | Bellerive-sur-Allier      | Maire honoraire d'Escurolles                               | [ CD 10 ] |

Anne-Marie Defay, maire de Saint-Bonnet-de-Rochefort, conseillère départementale du canton de Gannat et 6e vice-présidente du conseil départemental chargée de l'habitat, de la ruralité et des services au public, est décédée le 14 mars 2016.

### Mandature 2021-en cours
Dix vice-présidents ont été désignés :
| No | Identité                | Chargé de : | Élu dans le canton de :   | Élu également à :                  | Source    |
| -- | ----------------------- | --- | ------------------------- | ---------------------------------- | --------- |
| 1  | Jean-Sébastien Laloy    | Aménagements et partenariats territoriaux | Cusset                    | Maire de Cusset                    | [ CD 11 ] |
| 2  | Véronique Pouzadoux     | Infrastructures de mobilité, bâtiments et projets de développement                                                                                  | Gannat                    | Maire de Gannat                    | [ CD 12 ] |
| 3  | Christian Chito         | Numérique et développement durable | Montluçon-3               |                                    | [ CD 13 ] |
| 4  | Cécile de Breuvand      | Culture et patrimoine | Moulins-1                 | 1re adjointe au maire de Moulins   | [ CD 14 ] |
| 5  | André Bidaud            | Collèges et transports des élèves en situation de handicap                                                                                          | Gannat                    | Maire de Chantelle                 | [ CD 15 ] |
| 6  | Anne-Cécile Benoît-Gola | Personnes âgées | Montluçon-2               | Adjointe au maire de Montluçon     | [ CD 16 ] |
| 7  | Roger Litaudon          | Habitat et rénovation énergétique | Saint-Pourçain-sur-Sioule | Maire de Varennes-sur-Allier       | [ CD 17 ] |
| 8  | Annie Corne             | Insertion et emploi | Cusset                    | 1re adjointe au maire de Cusset    | [ CD 18 ] |
| 9  | Fabrice Maridet         | Ressources humaines et administration générale | Dompierre-sur-Besbre      | Maire de Saint-Pourçain-sur-Besbre | [ CD 19 ] |
| 10 | Evelyne Voitellier      | Personnes en situation de handicap et politiques de prévention Référente territoriale pour la santé et l'offre de soins de santé du bassin de Vichy | Vichy-2                   | Adjointe au maire de Vichy         | [ CD 20 ] |

Sous l'impulsion d'Annie Corne, chargée de l'emploi et de l'insertion, le Conseil départemental a mandaté une société privée, Tessi, pour fliquer les allocataires du RSA. Le coût de l'opération est estimé  à 50 000 €.

## Les conseillers départementaux
Le conseil départemental de l'Allier comprend 38 conseillers départementaux issus des 19 cantons de l'Allier.

### Assemblée départementale élue
| Président du Conseil départemental   |       |       |      |                                        |
| Claude Riboulet (UDI)                |       |       |      |                                        |
| Parti                                | Sigle | Sigle | Élus | Groupes                                |
| Majorité (28 sièges)                 |       |       |      |                                        |
| Divers droite                        |       | DVD   | 20   | Union républicaine pour le Bourbonnais |
| Les Républicains                     |       | LR    | 6    | Union républicaine pour le Bourbonnais |
| Union des démocrates et indépendants |       | UDI   | 2    | Union républicaine pour le Bourbonnais |
| Opposition (10 sièges)               |       |       |      |                                        |
| Parti socialiste                     |       | PS    | 6    | Gauche démocrate et citoyenne          |
| Parti communiste français            |       | PCF   | 2    | Gauche démocrate et citoyenne          |
| Parti radical de gauche              |       | PRG   | 2    | Non-inscrits                           |

## Budget
Claude Riboulet (maire de Commentry) a été désigné rapporteur général du budget.
Le conseil départemental de l'Allier dispose en 2016 d'un budget de 439 millions d'euros, dont 357 millions en fonctionnement et 82 millions en investissement.
Les dépenses de fonctionnement sont réparties comme suit :
| Domaine de dépenses                 | Dépenses  |
| ----------------------------------- | --------- |
| Aide individuelle de solidarité     | 117,31 M€ |
| Personnel                           | 78,48 M€  |
| Solidarité (hors aide individuelle) | 74,19 M€  |
| Charges à caractère général         | 38,73 M€  |
| Fonctionnement des collèges et SDIS | 19,85 M€  |
| Subventions                         | 14,94 M€  |
| Intérêts dette                      | 7,26 M€   |
| Dépenses imprévues                  | 0,30 M€   |
| Autres                              | 7,62 M€   |